# Lectio divina
Die Lectio divina (lat. „göttliche Lesung“) ist eine Methode der betenden Meditation über Bibeltexte.

## Geschichte
Bereits die Wüstenväter übten diese Art des Schriftgebets. Seither wurde die lectio divina über Jahrhunderte hinweg hauptsächlich im Mönchtum geübt. Eine systematische Darstellung der Methode der lectio divina ist die Schrift Scala claustralium (vor 1150) des Kartäusermönchs Guigos II. Er bezeichnet die lectio divina als Leiter der Mönche zu Gott. Anhand des Bibelverses „Bittet und es wird euch gegeben; sucht und ihr werdet finden; klopft an und es wird euch geöffnet!“ (Mt 7,7 ) erläutert er die vier Stufen:

Lectio divina

1. lectio (Lesung): Die aufmerksame Lesung eines Abschnitts aus der Bibel.
2. meditatio (Meditation): Aus dem Abschnitt wählt der Beter sich einen Vers aus, der ihn besonders anspricht. Diesen Vers wiederholt er immer wieder und meditiert über ihn.
3. oratio (Gebet): Die Lesung ist das Vernehmen des Wortes Gottes, die Meditation das Nachdenken darüber. Im Gebet folgt die Antwort auf die Anrede Gottes.
4. contemplatio (Kontemplation): Das Verweilen im Dialog mit Gott mündet idealerweise in die kontemplative Gemeinschaft mit Gott.

Diese vier Stufen erinnern an die Lehre vom vierfachen Schriftsinn.
Der evangelische Theologe August Hermann Francke legte die Methode des meditierenden Schriftgebets in seiner Schrift Kurzer Unterricht, wie man die Heilige Schrift zu seiner wahren Erbauung lesen sollte dar. Dadurch lernten auch evangelische Christen diesen Zugang zur Heiligen Schrift kennen – wenn auch nicht unter dessen lateinisch-katholischer Bezeichnung.
In der katholischen Kirche entdeckten erst in jüngerer Zeit auch Christen außerhalb der Klöster diese lesende Gebetsweise bzw. betende Leseweise für sich. Einen entscheidenden Beitrag zur Verbreitung der lectio divina leistete das Zweite Vatikanische Konzil, das die Bedeutung der Bibel als Wort Gottes im geistlichen Leben hervorhob. Die Dogmatische Konstitution über die göttliche Offenbarung „Dei verbum“ des Konzils empfiehlt die lectio divina. Papst Benedikt XVI. empfahl diese Methode und gab seiner Hoffnung Ausdruck, deren Anwendung könne „in der Kirche einen neuen geistigen Frühling herbeiführen“.